# Valery Kazakouski
Valery Kazakouski est un joueur d'échecs biélorusse puis lituanien né le 14 juillet 2000 à Kaunas, grand maître international depuis 2022.
Au 1er août 2023, il est le premier joueur lituanien avec un classement Elo de 2 558 points.

## Biographie et carrière
Maître international depuis 2015, Valery Kazakouski est affilié à la fédération lituanienne d'échecs depuis 2019. Il a remporté deux médailles d'argent au championnat de Lituanie (deuxième place en 2020 et 2022).
Il remporta le tournoi de MI de Saint-Pétersbourg en 2019 et le mémorial Kveinys de Panevėžys en 2021 et obtint le titre de grand maître international en 2022.
Il a participé au championnat d'Europe d'échecs des nations de 2021. Jouant au deuxième échiquier, il réalisa la meilleure performance de l'équipe de Lituanie avec 7 points sur 9 et la cinquième meilleure performance Elo au deuxième échiquier avec 2 749 points.
Valery Kazakouski a représenté la Lituanie lors de l'Olympiade d'échecs de 2022, marquant 6,5 points sur 9 au cinquième échiquier de l'équipe lituanienne qui finit dixième de la compétition.
En juillet 2023, il finit premier ex aquo de l'open du festival de Bydgoszcz et de l'open du mémorial Najdorf à Varsovie.